# 줄리아 스위니

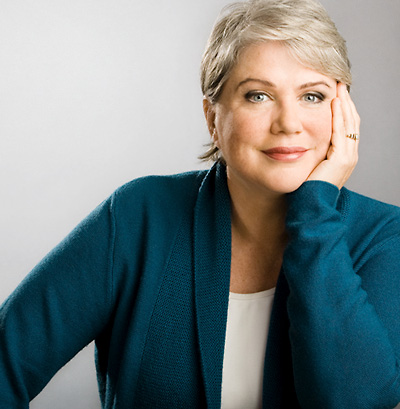

줄리아 스위니(Julia Anne Sweeney, 1959년 10월 10일 ~ )는 미국의 텔레비전 배우, 배우, 블로거, 각본가, 연극 배우, 영화배우, 성우이며, 스포캔에서 태어났다.

## 영화
- 워크 인 프로그레스 (2018년)
- 파티 센트럴 (2014년)
- 몬스터 대학교 (2013년) - 스퀴블스 여사 목소리 역
- 더 구드 패밀리 (2009년)
- 세터데이 나잇 라이브 인 더 '90s: 팝 컬처 네이션 (2007년) - 본인 역
- 백 앳 더 반야드 (2007년)
- 더 레이트 레이트 쇼 위드 크레이그 퍼거슨 (2005년)
- 돈 컴 노킹 (2005년)
- 위기의 주부들 (2004년)
- 타임머신:클락스토퍼 (2002년) - 제니 역
- 베토벤 4 (2001년)
- 베이비 블루스 (2000년)
- 베토벤 3 (2000년)
- 친구의 친구를 사랑했네 (2000년)
- 빅 샷 (1999년)
- 스튜어트 리틀 (1999년)
- God Said, 'Ha!' (1998년)
- 새터데이 나이트 라이브: 더 베스트 오브 마이크 마이어스 (1998년) - 베어리어스 캐릭터스 역
- 휴가 대소동 - 라스베가스 (1997년)
- 더 데일리 쇼 위드 존 스튜어트 (1996년) - 게스트 역
- 맨발의 경영자 (1995년)
- 해결사 스튜어트 (1995년)
- 남자 그리고 여자 (1994년)
- 펄프 픽션 (1994년)
- 콘헤드 대소동 (1993년)
- 그렘린 2 - 뉴욕 대소동 (1990년)
- 새터데이 나잇 라이브 (1975년)